# 麦巻き
麦巻き（むぎまき）は、秋田県能代市周辺および南秋田郡周辺を中心に食べられている郷土菓子。

## 概要
小麦粉を使用し、巻いて作ることから麦巻きと呼ばれる。
厚焼き卵のような作り方と、しっとりもちもちとした食感が特徴。卵や砂糖が希少であった戦前から冠婚葬祭、運動会などのときに作られ食べられてきたものである。手軽に作れることから主に家庭で作られているほか、一部のスーパーや道の駅などでも販売されており、近年はコーヒーやゴマ、野菜などで味や色をつけているものもある。
また同じ材料で、巻くことはせず厚く焼いてそのまま仕上げたのを秋田市と南秋田郡周辺ではばったら焼きと言う菓子もある。ばったらという名前はホットケーキのよう厚く焼き、ひっくり返すときにバタンと音がすることに由来する。こちらは麦焼きと呼ぶ場合もある。

## 調理法
基本材料である小麦粉、卵、砂糖、水を混ぜてクレープの生地状にする。この生地を厚焼き卵を焼くのと同じように、熱して油をひいたフライパンやホットプレートに薄く伸ばして焼き、端から円形または楕円形に巻いていく。この生地を焼いて巻く作業を厚みが増すまで数回繰り返す。
冷めたら適当な厚さに切る。
（小麦粉ではなく米粉や餅粉を使用したり、水の代わりに牛乳を使用する場合もある）